# Tricholaba trifolii
Tricholaba trifolii är en tvåvingeart som beskrevs av Rubsaamen 1917. Tricholaba trifolii ingår i släktet Tricholaba och familjen gallmyggor. Inga underarter finns listade i Catalogue of Life.